# Constantí II de Grècia
Constantí II de Grècia (grec: Κωνσταντίνος Βʹ)  (Atenes, 2 de juny de 1940 - Atenes, 10 de gener de 2023) fou un aristòcrata grec, que exercí com a darrer Rei de Grècia (1964 - 1973).
Nasqué a Atenes l'any 1940 fill del rei Pau I de Grècia i de la princesa Frederica de Hannover. Era per tant net per via paterna del rei Constantí I de Grècia i de la princesa Sofia de Prússia mentre que per via materna ho era del duc Ernest August de Brunsvic i de la princesa Victòria Lluïsa de Prússia.
L'any 1960 participà als Jocs Olímpics de Roma, on guanyà la competició de vela esportiva en la modalitat drac, i aconseguí així la primera medalla d'or per a Grècia des de 1912.
Pocs mesos després de la mort del seu pare contragué matrimoni amb la princesa Anna Maria de Dinamarca (1964) filla del rei Frederic IX de Dinamarca i de la princesa Íngrid de Suècia. La parella ha tingut cinc fills.
- Alèxia de Grècia, nascuda el 1965 a Atenes. Es casà el 1998 a Londres amb l'arquitecte de Lanzarote Carlos Morales Quintana.
- Pau de Grècia, nascut el 1967 a Atenes. Es casà el 1995 a Londres amb l'estatunidenca Marie-Chantal Miller.
- Nicolau de Grècia, nascut el 1969 a Roma. Casat el 2010 amb Tatiana Elinka Blatnik.
- Teodora de Grècia, nascuda a Londres el 1984.
- Felip de Grècia, nascut a Londres el 1986.

Destituí el primer ministre Papandreu (1965) acte que l'oposà al Parlament grec. El subsegüent deteriorament polític grec provocà un cop d'estat militar (1967). Fracassat un contracop dirigit pel mateix monarca per tal de restablir les institucions democràtiques, se n'anà a l'exili (desembre de 1967) establint-se a Roma, malgrat que continuà essent considerat rei. El juny de 1973 el règim dels coronels, tot implicant-lo en una conspiració, proclamà la república a Grècia. Des de llavors a Grècia, el rei Constantí II ha estat conegut amb el nom de senyor Glücksburg.
Des de 1973 Constantí ha viscut a Roma, Madrid o Copenhaguen, establint definitivament la seva residència a Londres. És allà on dirigeix el Col·legi Hel·lènic de Londres i on recentment ha creat la Fundació Anna Maria de Grècia (2002). L'enfrontament judicial que mantenia el monarca amb l'estat grec a causa de l'expropiació de les propietats i finques reials i la retirada de la nacionalitat grega als membres de la família reial arribà l'any 2002 al Tribunal de Drets Humans d'Estrasburg que emeté una sentència favorable al monarca i que condemnava l'estat grec al pagament de 12.000.000 d'euros, a la restitució de la seva nacionalitat i al pagament de 900.000 i 300.000 euros a les princeses Irene de Grècia i Caterina de Grècia respectivament.